# Notosemus rufomaculatus
Notosemus rufomaculatus är en stekelart som först beskrevs av Cameron 1903.  Notosemus rufomaculatus ingår i släktet Notosemus och familjen brokparasitsteklar. Inga underarter finns listade i Catalogue of Life.